# Vrgorac
Vrgorac (tyska: Wergoraz, italienska: Vergoraz) är en stad i Kroatien. Staden har 7 593 invånare (2001) och ligger i det dalmatiska inlandet, i bergsmassivets Biokovos omedelbara närhet, i Split-Dalmatiens län. Närmaste större orter är Makarska, Imotski och Ploče.

## Orter i kommunen
Vrgorac utgör huvudorten i kommunen med samma namn. I kommunen finns förutom Vrgorac följande 23 orter: Banja, Dragljane, Draževitići, Duge Njive, Dusina, Kljenak, Kokorići, Kotezi, Kozica, Mijaca, Orah, Podprolog, Poljica Kozička, Prapatnice, Rašćane, Ravča, Stilja, Umčani, Veliki Prolog, Vina, Višnjica, Vlaka, och Zavojane.

## Historia
Arkeologiska fynd tyder på att området där staden ligger tidigare var bebott av illyrer. Dessa besegrades senare av romarna. Ett offeraltare till den romerska guden Jupiter som på 1700-talet hittades inmurad i väggen till en borg vittnar om romarnas tidigare närvaro. På 600-700-talet slog sig slaver (dagens kroater) ner i området. Anteckningar från  900-talet gjorda av den bysantinske kejsaren Konstantin VII Porfyrogennetos vittnar om att Vrgorac under den tidiga medeltiden var en del av det kroatiska furstendömet Paganien. Forntida gravstenar från 1300-1400-talet, så kallade stećci, har påträffats i området.
Dokument daterade 1444 gör gällande att knezerna Radivojević-Jurjević styrde över staden. 1477 intogs staden av osmanerna. 1690 befriades Vrgorac av republiken Venedig och kom därefter att domineras av venetianarna. Efter Venedigs upplösning tillföll staden kejsardömet Österrike 1797. Napoleon och hans franska styrkor höll staden 1806-1813 innan den åter tillföll österrikarna. Österrikarna styrde sedan över Vrgorac fram till första världskrigets slut och Österrike-Ungerns upplösning 1918.

## Kommunikationer
Vid Vrgorac kommer det att finnas på- och avfarter vid den framtida sträckningen av motorvägen A1 (Zagreb-Split-Dubrovnik).